# Rów Środkowoamerykański
Rów Środkowoamerykański – rów oceaniczny położony na Oceanie Spokojnym, ciągnący się na długości około 2800 km przy szerokości ok. 40 km, wzdłuż zachodnich wybrzeży Ameryki Środkowej. W jego skład wchodzą rowy: Acapulco (w północnej części), osiągający głębokość 5450 metrów i Gwatemalski (w południowej części), osiągający głębokość 6662 metrów (14°02'N i 93°39'W), która stanowi zarazem maksymalną głębokość rowu Środkowoamerykańskiego.